# Boyne City
Boyne City – miasto w Stanach Zjednoczonych, w stanie Michigan, w hrabstwie Charlevoix.